# Municipalità regionale della contea di Kamouraska
La municipalità regionale di contea di Kamouraska è una municipalità regionale di contea del Canada, localizzata nella provincia del Québec, nella regione di Bas-Saint-Laurent.
Il capoluogo è Saint-Pascal.

## Città principali
- La Pocatière
- Saint-Pascal